# Kranswieren-klasse
De kranswieren-klasse (Charetea) is een klasse van syntaxa die aquatische, soortenarme, submerse pioniervegetatie omvat die bijna volledig wordt gedomineerd door kranswieren. Deze komen voor in helder water, dat zoet maar bij sommige associaties ook brak kan zijn.

## Naamgeving en codering
| Charetea intermediae Fukarek 1961         |
| Charetea fragilis Fukarek ex Krausch 1964 |

- Syntaxoncode voor Nederland (rVvN): r04
- Natura2000-habitattypecode: H3140

De wetenschappelijke naam Charetea is afgeleid van een synoniem van breekbaar kransblad (Chara globularis; syn. Chara fragilis). Echter is het gehele geslacht Chara in hoge mate karakteristiek voor de klasse.

## Onderliggende syntaxa in Nederland en Vlaanderen
De kranswieren-klasse wordt in Nederland en Vlaanderen vertegenwoordigd door drie orden. Tevens komen er in Nederland en Vlaanderen drie rompgemeenschappen uit de klasse voor.
- - glanswier-orde (Nitelletalia flexilis)
    - glanswier-verbond (Nitellion flexilis)
      - associatie van doorschijnend glanswier (Nitelletum translucentis)

  - kransblad-orde (Charetalia hispidae)
    - verbond van stekelharig kransblad (Charion fragilis)
      - sterkranswier-associatie (Nitellopsidetum obtusae)
      - associatie van stekelharig kransblad (Charetum hispidae)
      - associatie van ruw kransblad (Charetum asperae)

    - verbond van gewoon kransblad (Charion vulgaris)
      - associatie van gewoon kransblad (Charetum vulgaris)
      - associatie van kleinhoofdig glanswier (Lemno-Nitelletum capillaris)
      - associatie van groot boomglanswier (Tolypelletum proliferae)

  - orde van brakwaterkransblad (Lamprothamnietalia papulosi)
    - brakwaterkransblad-verbond (Charion canescentis)
      - brakwaterkransblad-associatie (Charetum canescentis)

- RG met breekbaar kransblad (RG Chara globularis-[Charetea])
- RG met buigzaam glanswier (RG Nitella flexilis-[Charetea/Potametea])
- RG met puntdragend kranswier (RG Nitella mucronata-[Charetea/Potametea])

## Verspreiding
De kranswieren-klasse kent een groot verspreidingsgebied dat zich uitstrekt vanaf de arctische regionen van Spitsbergen en Alaska (op het noordelijk halfrond) tot aan de Kerguelen op het zuidelijk halfrond, afgezien van de tropen.

## Vegetatiezonering
In de vegetatiezonering kan de vegetatie van de kranswieren-klasse in contact staan met verscheidene andere klassen, waaronder de oeverkruid-klasse, riet-klasse en fonteinkruiden-klasse.

## Fotogalerij

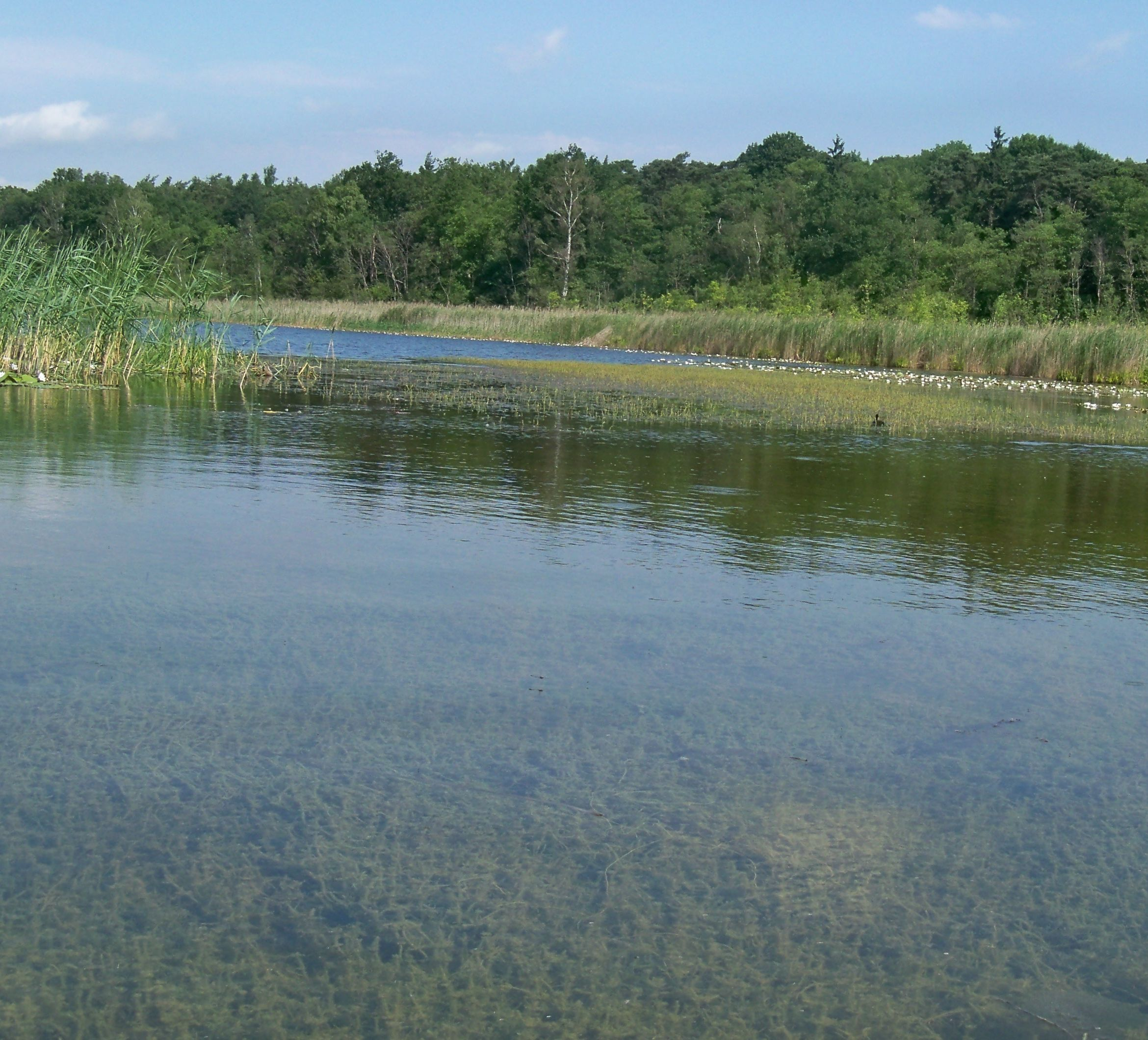
De associatie van stekelharig kransblad in Nationaal Park Wielkopolska.
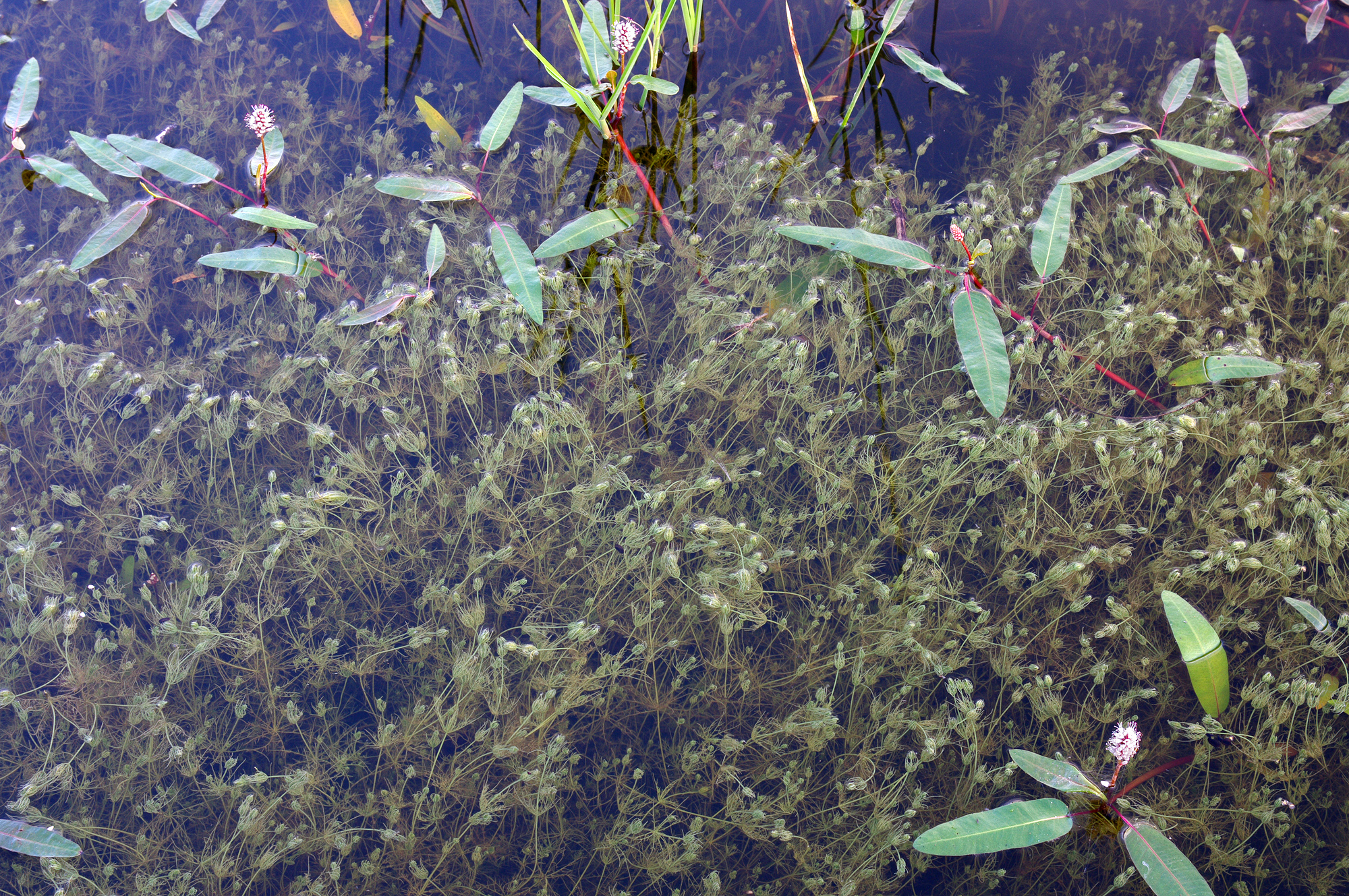
De associatie van gewoon kransblad.
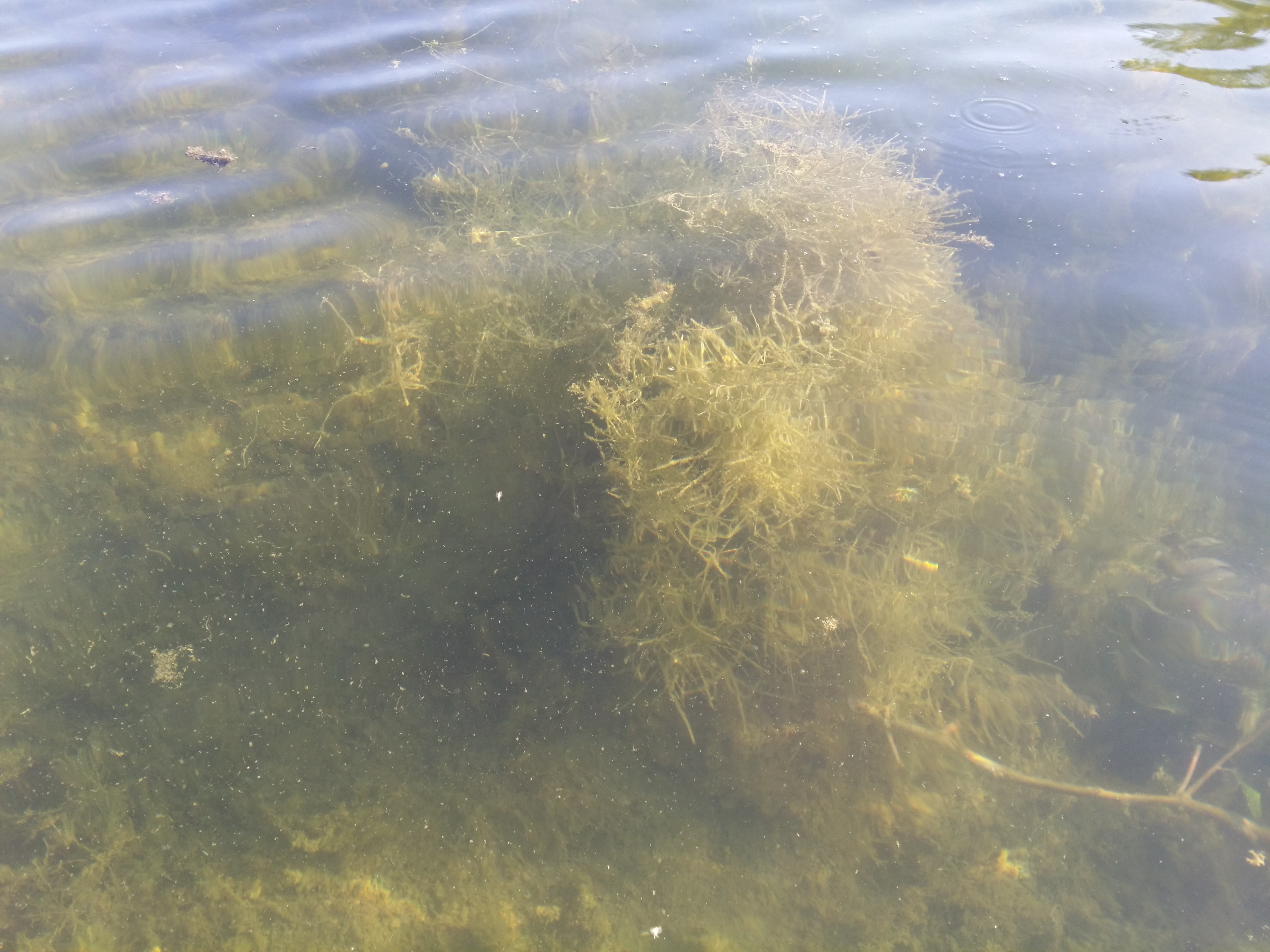
De sterkranswier-associatie.
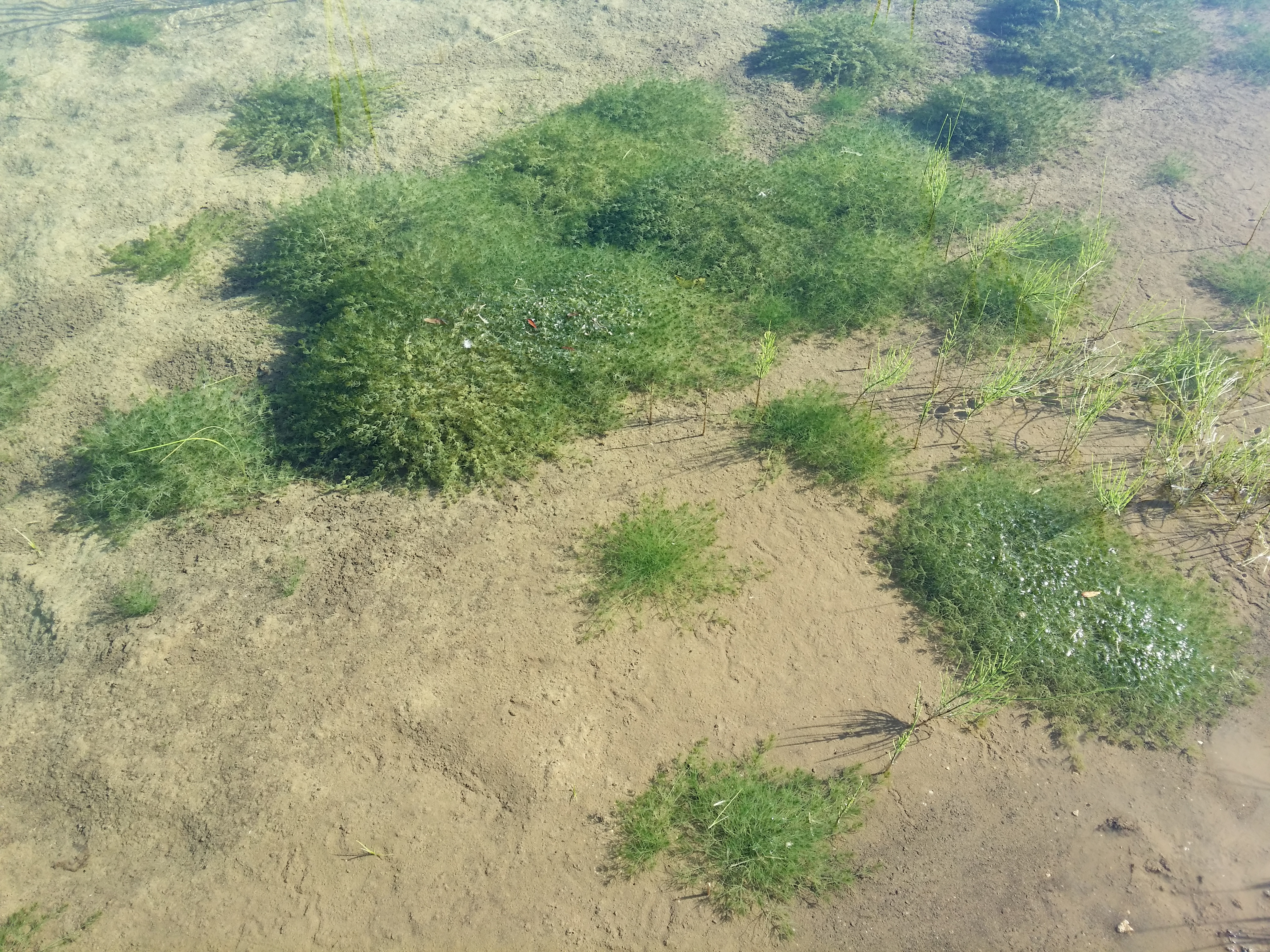
De associatie van gewoon kransblad.